# Stefan Löfven
Kjell Stefan Löfven (sinh ngày 21 tháng 7 năm 1957) là một chính trị gia người Thụy Điển là thủ tướng được chỉ định của Thụy Điển. Ông đã được các lãnh đạo của phe đối lập và Đảng Dân chủ Xã hội từ 2012. Ông đã làm thợ hàn trước khi trở thành một thành viên năng nổ của Nghiệp đoàn IF Metall 2006-2012. Löfven lãnh đạo Đảng Dân chủ Xã hội giành chiến thắng cuộc bầu cử năm 2014 với 31,3 phần trăm số phiếu. Löfven công bố vào đêm bầu cử rằng ông sẽ cố gắng thành lập chính phủ với Đảng Xanh và các đảng chống phân biệt chủng tộc khác.

## Tiểu sử
Kjell Stefan Löfven sinh ra tại Stockholm ngày 21 tháng 7 năm 1957 ông đã được đưa vào trong một trại trẻ mồ côi 10 tháng sau khi sinh. Löfven sau đó được chăm sóc bởi một gia đình nhận nuôi từ Sunnersta, Solleftea.